# ジョージ・チャーチ (遺伝学者)
ジョージ・マクドナルド・チャーチ（George McDonald Church、1954年8月28日 - ）は、アメリカ合衆国の遺伝学者、分子工学者、化学者。 ハーバード大学医学部ロバート・ウィンスロップ遺伝学教授、マサチューセッツ工科大学教授、原子科学者会報理事。ヴィース研究所（Wyss Institute for Biologically Inspired Engineering）共同創立者。

## 受賞歴
- 2011年 - バウアー賞
- 2016年 - トムソン・ロイター引用栄誉賞

## 研究
チャーチは、ゲノムのシークエンシングとそのデータの解釈、 合成生物学とゲノム工学、および脳活動のマッピングと「機能的コネクトーム 」の確立を提案する神経科学の新興領域における専門家の貢献で知られる。中でも、チャーチはパーソナル・ゲノミクスと合成生物学の専門分野を開拓したことで知られる。 彼はこれらの領域、およびエコロジカル製品および天然製品化学から燃料生産に至るまでの数々の事業を共同創設してきた。今まで起業してきたものにはKnome、LS9、およびJoule Unlimited（それぞれ、人間のゲノミクス、グリーンサスティナブルケミストリー、および太陽電池の事業）などがある。 2015年現在、Google Scholarによれば、最も引用された研究は、PNAS、Nature Genetics 、 Nature Reviewsなどの査読付き科学学術誌に発表されている。他にはNature Review Genetics、Intelligent Systems for Molecular Biology（ISMB）、 Nature Biotechnology、サイエンス Journal of Molecular Biology、  <i>Pacific Symposium on Biocomputing（PSB）</i>、<i>Journal of Bacteriology</i> 、 Nature、 Nature Methods 、 Genome Biology、Bioinformatics、 PLOS Genetics、およびNucleic Acids Research 。